# Шиманський Олександр Георгійович
Олекса́ндр Гео́ргійович Шима́нський (нар. 1951 року, Корсунь-Шевченківський) — актор Івано-Франківського академічного українського музично-драматичного театру імені Івана Франка, заслужений артист України, народний артист України. Син заслуженого артиста України Георгія Шиманського.

## Біографія
Закінчив  студію при Івано-Франківському театрі (керівники - народні артисти В.Смоляк і В. Нестеренко, 1968 р.) та факультет режисури Прикарпатського національного університету ім. В. Стефаника.
Артистом Івано-Франківського театру працює з 1970 р.
У 2011 році отримав звання Народного артиста України. Відповідний Указ президента підписано 2012 року.
Голова осередку Спілки театральних діячів України Івано-Франківського театру.

## Фільмографія
- «Час збирати каміння» (Україна, 1993-1996) — урядник
- «І будуть люди» (Україна, 2020) — дід Хлипавка

## Нагороди
- Заслужений артист України (1997)
- Лауреат обласної премії в галузі театрального мистецтва імені В. Смоляка (2003)
- Медаль «За заслуги перед Прикарпаттям» (2010)
- Народний артист України (2012)